# Tappa
Tappa é uma cidade  no distrito de Sangrur, no estado indiano de Punjab.

## Demografia
Segundo o censo de 2001, Tappa tinha uma população de 18,887 habitantes. Os indivíduos do sexo masculino constituem 54% da população e os do sexo feminino 46%. Tappa tem uma taxa de literacia de 57%, inferior à média nacional de 59.5%: a literacia no sexo masculino é de 62% e no sexo feminino é de 51%. Em Tappa, 13% da população está abaixo dos 6 anos de idade.